# Мезень (аэропорт)
Аэропо́рт Мезе́нь — аэропорт города Мезень Архангельской области. В 2021 году аэродром Мезень был исключён из реестра российских аэродромов гражданской авиации.

## Принимаемые типыВС
Ан-2, Ан-24, Ан-26, Ан-28, Ан-30, Як-40, Л-410, вертолёты всех типов.

## Показатели деятельности
| год        | 2014 | 2015 | 2016 | 2017 |
| пассажиров | 5306 | 4579 | 4374 | 6051 |
| Источники: |      |      |      |      |